# Mohamed Juma
Mohamed Juma Basheer (13 dicembre 1973) è un ex calciatore bahreinita, di ruolo attaccante.

## Carriera

### Club
Ha giocato nel campionato bahreinita e qatariota.

### Nazionale
Con la maglia della propria nazionale ha preso parte alla Coppa d'Asia 2004.